# Parafia Niepokalanego Serca Najświętszej Maryi Panny w Platerówce
Parafia pw. Niepokalanego Serca Najświętszej Maryi Panny w Platerówce – parafia rzymskokatolicka w dekanacie leśniańskim w diecezji Legnickiej.  Jej proboszczem jest ks. Franciszek Mucha. Kościół parafialny mieści się pod numerem 219 w Platerówce.